# Gert Schwabl von Gordon

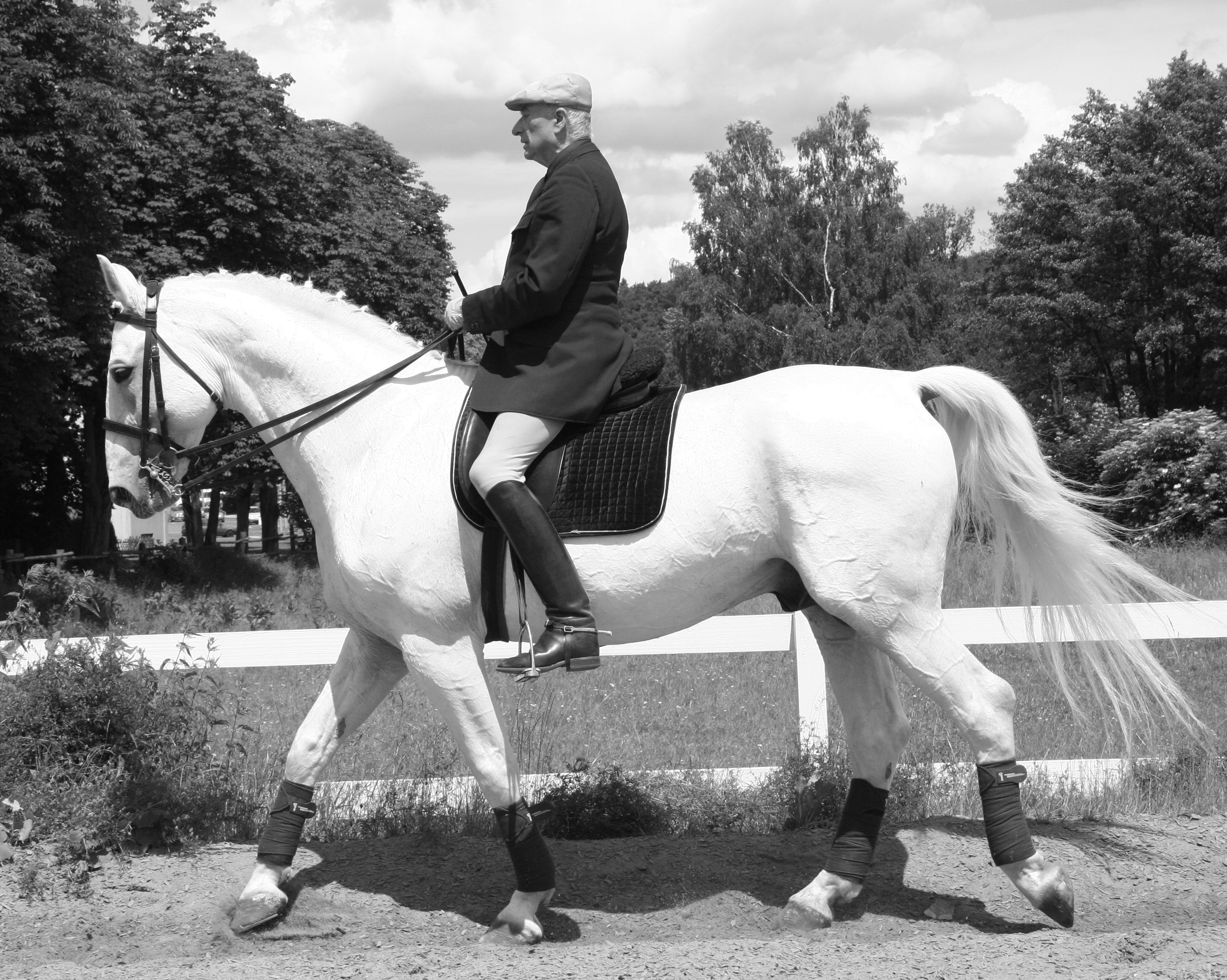
Gert Schwabl von Gordon, 2009

Gert Schwabl von Gordon (* 1928; † 2021) war ein deutscher klassischer Reitlehrer, Pferdeausbilder und Autor. Die Definition der klassischen Reitlehre basierte für ihn auf der Reitvorschrift von 1926. Er war staatlich geprüfter Reitlehrer und führte über vierzig Jahre lang ein eigenes Reitlehrinstitut in Nürnberg.

## Leben
Gert Schwabl von Gordon wurde 1928 geboren. Als Reiter wurde er gemäß der Reitvorschrift, wie sie in der Blütezeit der Kavallerieschule Hannover gelehrt wurde, durch seinen Vater Walter Schwabl ausgebildet, der fast vier Jahre als Reitlehrer und Bereiter an der Kavallerieschule Hannover tätig und für die Olympischen Spiele 1928 vorgesehen war, an denen er durch einen Unfall nicht teilnehmen konnte. Er lernte von seinem Vater die Fachsprache und Systematik der Reitvorschrift, die man auch in den weiteren Klassikern wie von Waldemar Seunig antrifft. Dieses Wissen um die richtige Erklärung der Fachbegriffe, die Systematik der Gymnastizierung des Pferdes und die Übungen, die damals schon in der Kavallerieschule Hannover geritten wurden und für die Pferdeausbildung immer noch aktuell sind, hielt Schwabl von Gordon in seinem ersten Buch fest.
Er selbst hatte Turniererfolge bis zur höchsten Klasse.
Schwabl von Gordon war ein Verfechter der klassischen Reitlehre. Er verfuhr nach dem Motto von Horst Niemack, „In der klassischen Lehre gibt es nichts Neues zu erfinden, nur das Alte zu bewahren“, und ließ keine Abweichungen von der klassischen Reitlehre gelten.
Besonderen Wert legte Schwabl von Gordon auf die Bekämpfung des Reitens hinter der Senkrechten. Ein weiterer Schwerpunkt seiner Arbeit war der Reitersitz und das Reiten über den Sitz. Dazu ließ er seine Schüler viel mit einhändiger Zügelführung, auch auf Trense, reiten.
Durch eine Diphtherieerkrankung im Kindesalter wurde Gert Schwabl von Gordon nicht zum Militär im Zweiten Weltkrieg eingezogen. 1945 fing er eins von drei frei durchs Dorf laufenden Militärpferden ein. Sein erstes gekauftes Pferd, ein Traber, erstand er auf einem Pferdemarkt.
Schwabl von Gordon war sein Leben lang neben der Reiterei zudem als Lehrer tätig. 1956 bestand er die erste Lehramtsprüfung. 1973 erwarb er eine Reitanlage in Nürnberg-Worzeldorf, die er Reitlehrinstitut Nürnberg nannte. Vorher war er als Reitlehrer unter anderem tätig in Kitzingen, Marienberg, Burgfarrnbach, in Hainstadt bei Miltenberg. 1976 zog er auf seine Anlage nach Nürnberg-Worzeldorf, wo er bis zu seinem Tod wohnte. Er errichtete neben der vorhandenen Reithalle eine zweite Halle. Diese nannte er zu Ehren seiner Frau Alma, die aus der Bukowina stammte und von ihm Buko genannt wurde, Buko-Halle. Auf der Anlage unterrichtete er Springen und Dressur auf Privat- und Lehrpferden, viele Jahre neben seiner Tätigkeit als festangestellter Lehrer an einer Schule nach seiner Arbeit, als er pensioniert wurde ganztags. Er gründete außerdem den Verein Förderkreis der klassischen Reitlehre und war anerkannter Ausbildungsbetrieb für Pferdewirte Schwerpunkt Reiten.
Schon in den 90er Jahren warnte Gert Schwabl von Gordon vor den falschen Entwicklungen in der Reiterei. Er fand damit aber kein Gehör, sondern machte sich unbeliebt mit seiner nicht gewollten Mahnung. In seinem Bestreben, die klassische Reitlehre zu erhalten, ergab sich auch ein Kontakt zu Egon von Neindorff, auf dessen Veranstaltung er einen Vortrag hielt. Bis zum Alter von 85 Jahren saß er noch selbst im Sattel.
Gert Schwabl von Gordon starb am 14. Januar 2021 in Nürnberg-Worzeldorf. Er wurde im Familiengrab in Würzburg beerdigt.
Gerts Schwabls langjähriger Wegbegleiter, Vertrauter  und erfolgreichster Reitschueler ist Johan L.Huber  (* 2. September 1942), Pferdewirtschaftsmeister und seit 1986 Betreiber des Reitsportzentrums Wendelstein. Johan L.Huber hat noch von Oberleutnant Walter Schwabl, der als einer der besten Reiter Deutschlands galt, Reitunterricht erhalten.
Johan L.Huber war so beeindruckt von dessen Können, dass er bis zum Schluss dem Sohn Gert Schwabl von Gordon ein treuer Schüler blieb.

## Auszeichnungen
Der Bayerische Landes-Sportverband verlieh ihm die Verdienstnadel in Silber für besondere Verdienste im Sport.

## Veröffentlichungen
- Schwabl von Gordon, Gert; Rieskamp, Bianca:  Die klassische Reitlehre in der Praxis gemäß der H.Dv.12, Olms Verlag, Hildesheim 2011
- Schwabl von Gordon, Gert; Elisabeth, D´Antoni (Übersetzt von): Classical Dressage Training in Practice according to the H.Dv.12
- Schwabl von Gordon, Gert: 300 reiterliche Fragen und ihre Beantwortung im Sinne der klassischen Reitlehre H.D.12, Olms Verlag, Hildesheim 2015
- Schwabl von Gordon, Gert; Rieskamp, Bianca: Ein Leben für die klassische Reitlehre, Olms Verlag, Hildesheim 2017